# 66P/du Toit
66P/du Toit, komet Jupiterove obitelji (objekt blizu Zemlji). 